# Сумско
Сумско — деревня в Порховском районе Псковской области. Входит в состав сельского поселения «Славковская волость».
Расположена на юге района, в 41 км к юго-западу от райцентра Порхова.
Численность населения деревни на 2000 год составляла 26 жителей.

## История
Деревня Сюмска упоминается как центр Сумской губы Деманитцкой засады в Писцовых Книгах 1585-87.